# 大齿鼠
大齿鼠（学名：Dacnomys millardi）也称巨齿鼠，一种分布于印度、尼泊尔、中华人民共和国云南省、老挝及越南等地区的啮齿动物，是目前鼠科大齿鼠属（巨齿鼠属）确定的唯一物种。本种是英国动物学家奥德菲尔德·托马斯于1916年描述发表。